# Anton Hopf
Anton Hopf (* 7. November 1910 in Tauberbischofsheim; † 29. Dezember 1994 in Aachen) war ein deutscher Facharzt für Orthopädie sowie Ordinarius und Ärztlicher Direktor am Universitätsklinikum Aachen.

## Leben und Wirken
Nach seinem Abitur studierte Hopf Medizin an den Hochschulen in Würzburg und München, wo er 1936 mit der Dissertation „Bogenbrüche des Atlas und Epistropheus“ promovierte. Am 30. Dezember 1937 beantragte er die Aufnahme in die NSDAP und wurde rückwirkend zum 1. Mai desselben Jahres aufgenommen (Mitgliedsnummer 5.264.723). Ein Jahr später erhielt er seine Approbation und wurde 1938 Assistent bei Erich Waizenegger am städtischen Krankenhaus in Saulgau. Im Jahr 1939 wurde Hopf zur Wehrmacht einberufen und verrichtete bis Kriegsende seinen Wehrdienst als Truppenarzt im Heer. 1945 geriet er in britische Gefangenschaft, aus der er zwei Jahre später entlassen wurde. Anschließend absolvierte Hopf seine Facharztausbildung zum Orthopäden am Universitätsklinikum Heidelberg, wo er sich 1957 habilitierte und 1961 eine Stelle als außerplanmäßiger Professor erhielt.
Im Jahr 1960 wechselte Hopf an die Städtischen Krankenanstalten Aachen und übernahm als Nachfolger von Friedrich Pauwels die Leitung der Orthopädischen Klinik. Nach Übergang der Städtischen Krankenanstalten in das neue Universitätsklinikum Aachen wurde Hopf am 14. Mai 1966 zum ordentlichen Professor für Orthopädie und zum Ärztlichen Direktor ernannt. 1975 gründete er am Universitätsklinikum die Lehranstalt für Krankengymnastik und wurde am 1. Oktober 1977 emeritiert. Anschließend arbeitete er bis 1981 als freier Orthopäde am Kreiskrankenhaus Marienhöhe und starb am 29. Dezember 1994.
1968 sagte er als Gutachter im Contergan-Prozess aus und bezweifelte den Wirkstoff Thalidomid als ursächlich für die Erkrankungen.
Anton Hopf war Mitglied in der Deutschen Gesellschaft für Orthopädie und Orthopädische Chirurgie (DGOOC) und wurde 1973 zu deren Präsidenten gewählt.